# ابراهیم‌آباد (ورامین)
ابراهیم‌آباد روستایی در دهستان بهنام عرب جنوبی بخش جوادآباد شهرستان ورامین استان تهران ایران است.

## جمعیت
بر پایه سرشماری عمومی نفوس و مسکن در سال ۱۳۹۵ جمعیت این روستا ۱۲ نفر (۴خانوار) بوده‌است.